# السخفاء الستة
السخفاء الستة (بالإنجليزية: The Ridiculous 6) فيلم غرب أمريكي، كوميدي أمريكي، إخراج فرانك كوراسي، وكتابة تيم هيرلهي وآدم ساندلر. بطولة تيري كروز، خورخي غارسيا، تايلور لاتنر، روب شنايدر، ولوك ويلسون. عرض الفيلم على نتفليكس في 11 ديسمبر، 2015.

## الممثلين والشخصيات
- آدم ساندلر بدور، تومي
- تيري كروز بدور، تشيكو
- خورخي غارسيا بدور، هيرم
- تايلور لوتنر بدور، ليل بيت
- روب شنايدر بدور، رامون
- لوك ويلسون بدور، داني

## وصلات خارجية
- الموقع الرسم
- السخفاء الستة على موقع IMDb (الإنجليزية)
- السخفاء الستة على موقع ميتاكريتيك (الإنجليزية)
- السخفاء الستة على موقع روتن توميتوز (الإنجليزية)
- السخفاء الستة على موقع نتفليكس (الإنجليزية)
- السخفاء الستة على موقع قاعدة بيانات الأفلام العربية
- السخفاء الستة على موقع ألو سيني (الفرنسية)
- السخفاء الستة على موقع أول موفي (الإنجليزية)
- السخفاء الستة على موقع فيلمافينيتي (الإسبانية)
- السخفاء الستة على موقع قاعدة بيانات الفيلم (الإنجليزية)
- السخفاء الستة على موقع ليتربوكسد (الإنجليزية)
- السخفاء الستة على موقع الطماطم الفاسدة
- السخفاء الستة على موقع ميتاكريتيك